# Zinalrothorn

Zinalrothorn von Nordwesten Ballonaufnahme von Eduard Spelterini, zwischen 1893 und 1924

Das Zinalrothorn ist ein 4221 m ü. M. hoher Berg bei Zermatt in den Walliser Alpen. Im Gegensatz zu vielen Gipfeln dieser Höhe handelt es sich beim Zinalrothorn um einen reinen Felsgipfel, mit drei Graten in festem Fels.
Den Namen hat es vom Ferienort Zinal im Val d’Anniviers, das sich in der Nähe befindet. Bis zum Aufkommen des Alpentourismus trug der Berg jedoch nach dem Mominggletscher, der an der Nordflanke seinen Anfang nimmt, den Namen Moming. Das Zinalrothorn befindet sich nur 4 km südlich des Weisshorns (4505 m ü. M.). Vom Gipfel hat man einen hervorragenden Blick auf das Matterhorn und das Monte-Rosa-Massiv.
Die Erstbesteigung erfolgte durch Leslie Stephen und Florence Crauford Grove mit den Führern Melchior und Jakob Anderegg aus Zinal über den Nordgrat (ZS, III) am 22. August 1864.
Die drei Grate bieten Anstiege im mittleren Schwierigkeitsbereich. Neben dem Weg der Erstersteiger über den Nordgrat gibt es noch den etwas weniger anspruchsvollen Südostgrat (ZS, III (Stellen), sonst II und I) und den Rothorngrat (ZS+, Südwestgrat, IV (kurze Stelle), III+), einer der schönsten Felsanstiege in der Gegend von Zermatt.
Ausgangspunkt für den Südostgrat ist die Rothornhütte auf einer Höhe von 3198 m ü. M., für den Nordgrat die Mountethütte auf 2886 m ü. M. Der Südwestgrat kann von der Rothorn- oder der Mountethütte erreicht werden. 